# Força Aérea Real da Nova Zelândia

Bandeira da Força Aérea Real da Nova Zelândia.

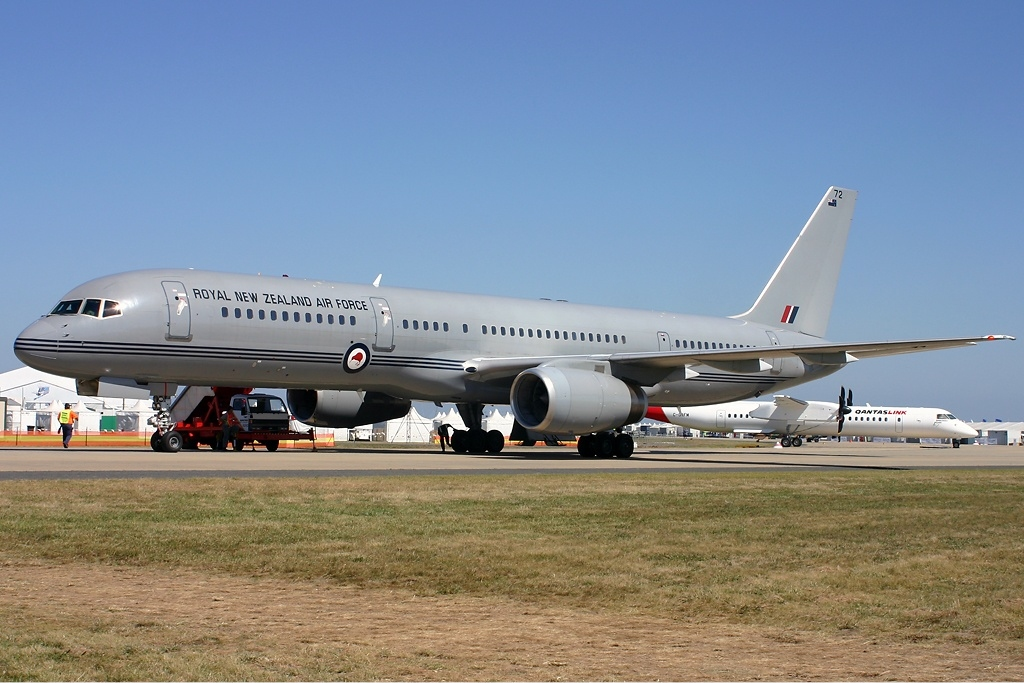
Boeing 757-200

A Força Aérea Real da Nova Zelândia (RNZAF) (em inglês: Royal New Zealand Air Force) (Maori: Te Tauaarangi o Aotearoa, "Guerreiros da Nova Zelândia do Céu") é o  braço aéreo da Força de Defesa da Nova Zelândia.Foi formada a partir de componentes da Nova Zelândia,  Real Força Aérea Britânica, tornando-se uma força independente em 1923, apesar de muitos tripulantes da RNZAF continuou a servir na Força Aérea Real até o final da década de 1940. A RNZAF lutaram na II Guerra Mundial, na Emergência Malaia, Guerra do Vietnã e na Guerra do Golfo fazendo diversas missões de paz das Nações Unidas.Em 1945 a RNZAF havia mais de 1.000 aviões de combate e encolheu sua força para cerca de 53 aeronaves em 2007, concentrando-se na patrulha marítima e transportação com apoio da Marinha Real da Nova Zelândia (Royal New Zealand Navy) e do Exército da Nova Zelândia (New Zealand Army).
O lema da RNZAF é a mesma que a da  RAF, Per ardua ad astra - "Pela adversidade para as estrelas". Os títulos de rank da RNZAF e os uniformes são semelhantes aos da RAF. Todas as pessoas que usam a marca da nacionalidade "Nova Zelândia"  sobre o deslizamento no ombro, o rank epaulette ou uma costurada no título ombro do uniforme.

## Ligações Externas
- RNZAF official site
- New Zealand Defence Force (official website)